# Samuel David
 (septembre 2020).
Si vous disposez d'ouvrages ou d'articles de référence ou si vous connaissez des sites web de qualité traitant du thème abordé ici, merci de compléter l'article en donnant les références utiles à sa vérifiabilité et en les liant à la section « Notes et références ».
Samuel David est un compositeur et organiste français né le 12 novembre 1836 à Paris, où il est mort le 3 octobre 1895.

## Biographie
David étudie l'harmonie avec François Bazin et la composition avec Jacques Fromental Halévy au Conservatoire de Paris. Il reçoit à treize ans un premier prix de solfège. À partir de 1856, David est chef de chant au Théâtre-Lyrique . La même année, son opérette Peau de l'ours est donnée aux Folies-Nouvelles (aujourd'hui théâtre Déjazet). En 1858, il remporte le Premier Grand Prix de Rome grâce à sa cantate Jephté (1858) sur un texte d'Émile Cécile. Le Génie de la terre, crée en 1859, remporte la médaille d'or lors d'un concours de chœurs.
Après son séjour à la Villa Médicis à Rome (1859-60), David devient professeur de musique au Collège Sainte-Barbe. En 1872 il devient directeur de la musique des temples consistoriaux à la Grande Synagogue de Paris. Il en profite pour enrichir la liturgie en harmonisant certains chants traditionnels. Il reste à ce poste jusqu'à sa mort.
Outre des œuvres pour chœurs, David a composé quatre symphonies, de nombreuses opérettes et des opéras, parmi lesquels seul Mademoiselle Sylvia fut créé de son vivant à l'Opéra-Comique en 1868. En 1862 est publié son ouvrage pédagogique L’Art de jouer en mesure.
Il meurt à Paris 9e à son domicile en 1895, en présence de l'artiste peintre Julien Lièvre (1828-?).

## Opéras et opérettes
- Les Chevaliers du poignard, opéra comique en deux actes, 1864
- Mademoiselle Sylvia, 1868
- Tu l’as voulu, 1869
- Le Bien d’autrui, 1869
- Un caprice de Ninon, 1871
- Caprice de Ninon, 1874
- La Fée des bruyères, opéra comique en trois actes, 1878
- La Gageure, opéra comique en trois actes
- Maccabei, opéra italien en quatre actes
- Une dragonnade, opéra comique en un acte
- L’Éducation d’un prince, opéra comique en un acte
- Absalon, opéra comique en un acte
- Les Changeurs, opéra comique en un acte